# سيسبان
السَّيْسَبان (الاسم العلمي: Sesbania) جنس نباتي يتبع فصيلة البقولية من رتبة الفوليات.